# IC 2391
IC 2391 (также известно как звёздное скопление Омикрон Парусов) — молодое рассеянное звёздное скопление в созвездии Парусов.
Персидский астрономом Аль Суфи первым описал этот объект приблизительно в 964 году. Затем оно было найдено Лакайлем в XVIII в. и занесено в каталог как Lac II 5. Скопление находится на расстоянии около 500 световых лет от Земли и видно невооружённым глазом, так как имеет видимую звёздную величину +2,5m. Скопление охватывает область неба приблизительно в 50 угловых минут и содержит около 30 звезд. Скорее всего, скопление имеет такой же возраст, как и скопление IC 2602, примерно 50 миллионов лет, который можно определить по избытку лития в атмосферах звёзд.
На спутнике XMM-Newton были проведены наблюдения рассеянного скопления в течение 7 лет. Проанализированы данные по 99 индивидуальным объектам (звёздам), из них 24 принадлежат скоплению. Сравнение новых данных с результатами старых рентгеновских наблюдений на спутнике ROSAT показало, что у исследованных звёзд нет циклических вариаций светимости на масштабе в 7 лет (промежуток времени между наблюдениями). Авторы делают вывод, что долгопериодические вариации, подобные солнечному 11-летнему циклу, не являются типичной характеристикой исследованных молодых звёзд.
В состав скопления входит звезда Омикрон Парусов.
IC 2391 является движущейся группой звёзд.